# Édouard-Gérard Balbiani
Édouard-Gérard Balbiani (Port-au-Prince, 31 luglio 1823 – Meudon, 25 luglio 1899) è stato un entomologo ed embriologo francese.

## Biografia
Balbiani studiò a Francoforte e a Parigi. Qui, in particolare, studiò Scienze Naturali con il celebre zoologo Henri Marie Ducrotay de Blainville (1777-1850).
Fu docente di Embriogenia Comparata al Collège de France dal 1874 fino alla morte.
Fu cofondatore con l'anatomista Louis-Antoine Ranvier (1835-1922) del giornale scientifico Archives d'anatomie microscopique.
Nel 1884, sua figlia Laure Balbiani sposò lo psicologo Alfred Binet.

## Attività scientifica
Balbiani è noto per il suo lavoro di ricerca in Microbiologia e per i suoi studi in Embriologia.
Balbiani studiò in maniera organica la riproduzione sessuale della Phylloxera vastatrix, la fillossera delle viti.
Studiò anche i protozoi, in particolare le amebe, e le cellule germinali; inoltre, descrisse i cromosomi giganti dei Chironomidae e compì esperimenti di merotomia sui Ciliati.
Scoprì il cosiddetto nucleo di Balbiani degli oociti animali e condusse studi sulle ghiandole salivari dei Ditteri.
Gli anelli di Balbiani sono così chiamati in suo onore.

## Opere principali
- E.G. Balbiani, Sur la structure du noyau des cellules salivaires chez les larves de Chironomus, Zool. Anz. 4: 637-641,662-666
- E.G. Balbiani, Le phylloxera du chêne et le phylloxera de la vigne (1884)

| Balbiani è l'abbreviazione standard utilizzata per le specie animali descritte da Édouard-Gérard Balbiani. Categoria:Taxa classificati da Édouard-Gérard Balbiani |